# 백화점

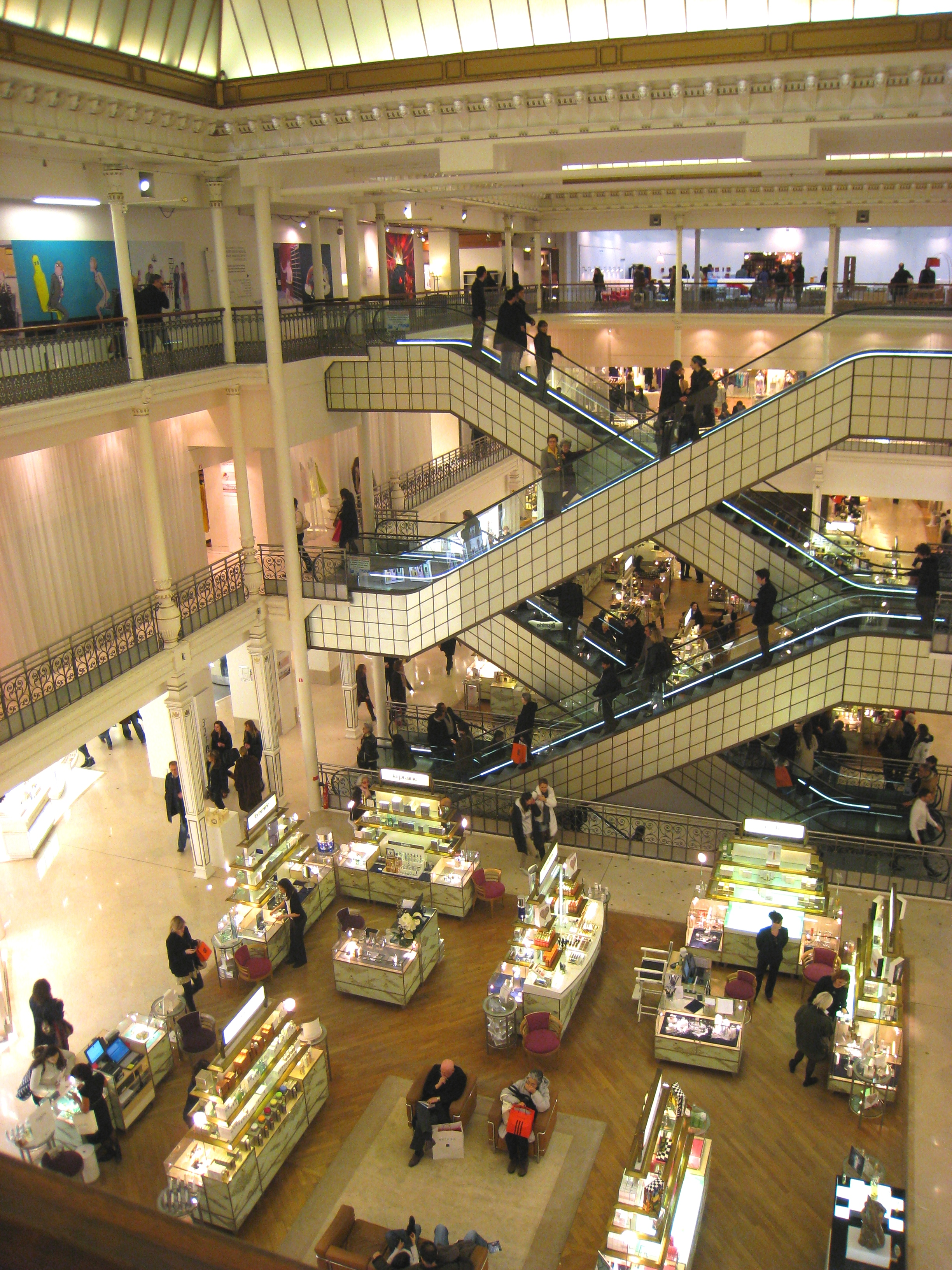
프랑스 파리 르봉 마르세의 내부

백화점(百貨店)은 다양한 상품을 한 장소에 모아 놓고 판매하는 소매상점의 한 형태이다. 현대 주요 도시에서 백화점은 19세기 중반에 극적인 등장을 했고, 쇼핑 습관과 서비스 및 럭셔리의 정의를 영구적으로 재편했다. 런던(Whiteleys 포함), 파리(Le Bon Marché), 뉴욕(Stewart's)에서도 유사한 개발이 진행 중이었다.
오늘날 백화점에는 의류, 화장품, DIY, 가구, 원예, 철물, 가전제품, 가정용품, 페인트, 스포츠 용품, 세면도구, 장난감 등이 포함되는 경우가 많다. 또한 식품, 서적, 보석류, 전자제품, 문구류, 사진 장비, 유아용품, 애완동물용 제품 등 기타 제품 라인도 포함되는 경우가 있다. 할인 백화점에서는 매장 앞쪽에서 결제하는 것이 일반적이지만, 고급 전통 백화점에서는 각 백화점 내에 판매 카운터가 있다. 일부 매장은 대규모 소매 체인 내의 많은 매장 중 하나인 반면, 다른 매장은 독립 소매업체이다.
1980년대부터는 할인점의 압박이 컸고, 2000년대부터는 전자상거래 사이트의 압박이 더욱 심해졌다.

## 어원
백화점(百貨店, Department Store)의 어원은 독일어 ‘갖가지 종류의 상품을 취급하는 집’이라는 의미인 ‘Warenhauser’이다. 영어의 Department Store는 자신의 스타일에 맞는 부서를 찾아가라는 의미다. 한자어 백화점은 청나라 시대에 '만화점'에 방문한 황제가 찾는 물건이 없자, '백화점'으로 이름을 고치라고 한데서 유래한다고 한다.

### 백화점의 의미
면적이 매우 넓은 매장을 구비한 각종 상품 소매점을 뜻한다. 백화점이 고객에게 셀프 서비스를 원하는 대규모 소매점과 구별되는 것은 체인 시스템이 아니라는 것과 상품 수준이 중급품으로부터 고급품까지 격이 천차만별이다. 백화점에는 도심지 백화점, 지방 백화점 등이 있다.

## 역사
백화점의 기원은 19세기를 기점으로 소비자 사회의 성장에서 비롯된다. 산업혁명이 경제 확장을 부추겼고 부의 측면에서 그 중산층들이 백화점의 크기와 규모를 크게 성장시켰다.

### 잉글랜드의 기원 (1700년대)
최초의 백화점 중 하나는 1734년 철물점으로 처음 설립된 더비의 베네츠(Bennett's)일 수 있다. 이 백화점은 오늘날까지도 같은 건물에서 거래되고 있다. 그러나 신뢰할 수 있는 최초의 설립된 백화점은 1796년 런던의 폴 몰(Pall Mall)에 문을 연 하딩, 하월 앤 코퍼레이션(Harding, Howell & Co.)이었다. (가장 오래된 백화점 체인은 1778년에 설립되어 2021년에 문을 닫은 데벤햄스(Debenhams)일 수 있다. 이는 영국에서 가장 오랫동안 거래되지 않은 소매업체이다. 현대 취향과 패션에 관한 영국 정기 간행물인 애커만스 리포지터리(Ackermann's Repository)에 글을 쓴 한 관찰자는 1809년에 기업을 다음과 같이 설명했다.
그 집(the house)은 앞뒤 길이가 150피트이고 너비도 비례한다. 훌륭한 취향을 가지고 있으며, 그곳에서 수행되는 광범위한 사업의 다양한 분야를 위해 유리 칸막이로 4개의 부서로 나뉘어 있다. 입구 바로 옆에는 모피와 부채 판매만을 전담하는 첫 번째 부서가 있다. 두 번째에는 실크, 모슬린, 레이스, 장갑 등 모든 종류의 잡화 제품이 포함되어 있다. 오른쪽 세 번째 매장에서는 다양한 종류의 보석, 오르몰루 장식품, 프랑스 시계 등을 볼 수 있다. 왼쪽에는 화장실에 필요한 다양한 종류의 향수가 있다. 네 번째는 여성복과 드레스용으로 구분되어 있다. 그래서 여성복이나 장식은 없고, 여기서는 우아함과 패션의 첫 번째 스타일로 얻을 수 있는 것이 있다. 이 관심은 지난 12년 동안 유럽의 다른 모든 것보다 우월한 위치를 확립하고 완전히 독특하게 만들기 위해 수고와 비용을 아끼지 않은 현재 소유주에 의해 수행되었다.
이 벤처는 백화점의 기본 특성을 모두 갖춘 것으로 설명된다. 다양한 부서에서 다양한 소비재를 제공하는 공공 소매 시설이었다. BBC의 조나단 글랜시(Jonathan Glancey)는 다음과 같이 썼다.
하딩, 호웰 앤 코퍼레이션(Harding, Howell & Co)은 패셔너블한 여성의 요구와 욕구에 초점을 맞췄다. 마침내 여성들은 집에서나 남성들과 어울리지 않고 안전하고 품위있게 자유롭게 탐색하고 쇼핑할 수 있게 되었다. 이들은 주로 새로 부유한 중산층 여성들이었으며, 이들의 행운과 백화점 자체는 산업 혁명에 의해 육성되고 형성되었다. 이는 활발한 자유 무역, 풍부한 발명품, 증기선과 돛, 그리고 소모적이고 값싼 노동력의 겉보기에 무궁무진한 공급을 바탕으로 런던과 영국 전역의 삶을 어지러운 속도로 변화시키고 있었다.
이 선구적인 상점은 사업 파트너십이 해체되면서 1820년에 문을 닫았다. 19세기 중반이나 후반에는 영국 도시의 모든 주요 번화가에 백화점이 번성했다. 점점 여성이 주요 고객이 되었다. 맨체스터에 있는 켄달스(Kendals, 구 Kendal Milne & Faulkner)는 최초의 백화점 중 하나라고 주장하며 2005년 하우스 오브 프레이저(House of Fraser)로 이름이 변경되었음에도 불구하고 여전히 많은 고객에게 켄달스(Kendal's)로 알려져 있다.

## 세계 속 백화점

### 대한민국의 백화점
대한민국에서 백화점의 정의는 유통산업발전법 상 매장면적 3000제곱미터 이상의 기준에 부합하는 종합소매점으로 다양한 품목을 취급하고 고객편익시설 등이 설치되어 있는 점포이다. 동법 상 각 지자체에 대규모점포로 등록되어 관리되고 있는 점포다. 등록상의 대규모점포는 백화점과 대형마트, 쇼핑센터, 복합쇼핑몰, 전문점, 그밖의 대규모 소매점 등이 있으며 대부분의 백화점들은 백화점으로 등록되어있으나 일부는 쇼핑센터나 복합쇼핑몰로 등록된 경우도 있다. 반대로 일부 아울렛 및 상가건물도 백화점으로 등록 된 경우가 있다. 시장 범위를 전국으로 하는 백화점으로서 시장 점유율의 순위는 롯데, 현대, 신세계 순이다. 대기업 3강 체제 아래에 한화를 모기업으로 하는 갤러리아, 애경그룹을 모기업으로 하는 AK, 이랜드를 모기업으로 하는 NC,동아를 비롯한 다양한 유통 기업들이 있다. 개별 점포로 보자면 국내에서 가장 큰 점포는 세계최대백화점으로 기네스인증을 받은 부산광역시 소재 신세계백화점 센텀시티점이고 가장 작은 점포는 충북 청주시 소재 흥업백화점이었지만 흥업백화점이 2015년 하반기에 영업을 종료하여 현재 가장 작은 점포의 지위는 동아백화점 구미점으로 넘어갔다.
고급품을 취급하는 점포라는 의미에서 엠백화점, 대동백화점, 디큐브거제백화점 등은 백화점으로서의 입지가 약한 편이다. 중소기업청 산하의 행복한백화점은 중소기업 인큐베이팅을 담당하는 공기업으로서의 역할을 함께 수행하고 있고 이랜드리테일이 운영하는 NC백화점은 백화점과 아울렛의 중간소비층을 겨냥하는 점포로 운영되고 있어 이들은 일반적인 백화점과는 브랜드 구성이 다소 다르다. 즉 롯데, 현대, 신세계, 갤러리아, AK플라자 이외에는 대구백화점 정도가 일반적인 백화점의 구성을 보인다고 할 수 있다.

#### 전국구
- 롯데백화점
- 신세계
- 현대백화점
- 갤러리아백화점
- AK플라자
- NC백화점

#### 지역백화점
- 행복한백화점 (서울특별시 양천구, 중소벤처기업부 계열기관)

- M백화점 (강원특별자치도 춘천시, 농심그룹 계열사)
- 대구백화점 (대구광역시 중구)
- 동아백화점 (대구광역시 및 경상북도 구미시, 이랜드그룹 계열사)
- 대동백화점 (경상남도 창원특례시, 대동건설 계열사)
- 디큐브거제백화점 (경상남도 거제시, 대성산업 계열사)

### 대한민국 이외 지역의 백화점

#### 조선민주주의인민공화국의 백화점
- 평양제1백화점

#### 미국의 백화점
- 메이시스(Macy's)
- 니만 마커스
- 노드스트롬(Nordstorm)
- JC 페니(JC Penny)
- 블루밍데일즈
- 색스 피프스 애비뉴(Saks 5th Avenue)

#### 캐나다의 백화점
- 토론토 이튼 센터

#### 러시아의 백화점
- 굼

## 같이 보기
- 유통
- 소매 (상업)
- 소매 (상업)